# 千坂信高
千坂 信高（ちさか　のぶたか）は、初め犬懸上杉家の上杉朝宗と上杉氏憲の下で上総 守護代を務め、上杉禅秀の乱で犬懸上杉家滅亡後は越後上杉家の重臣として仕えた武将。　

## 経歴

### 概要
研究者によると、上杉禅秀の乱で犬懸上杉家が滅亡し、その被官たちがその後どうなったのかは史料が少ないため、詳細をつかむことがきわめて困難なテーマとのことだが、千坂信高については犬懸上杉家で仕えた史料と上杉禅秀の乱後に越後上杉家に仕えた史料の両方に名前が残っている。

### 犬懸上杉家の千坂氏
千坂信高の父は幼い時から犬懸上杉家と一緒に育ったため、犬懸上杉家当主の上杉朝房・上杉朝宗・上杉氏憲とは常に行動をともにする家系。
上杉系図に上杉朝房・上杉朝宗と幼少のころから鎌倉で一緒に成長したと記載されている。
【上杉家系図・上杉朝房の項】「父打討時、家人石川覚道抱之、于時幸松（上杉朝房）四歳、幸若（上杉朝宗）二歳、家人千坂子二歳、和久子四歳相従之、共於鎌倉成人」
【父上杉憲藤の討死（1338年、足利尊氏方として北畠顕家と摂津渡辺の戦いで討死）の時に、家人石川覚道が、憲藤の息子2人幸松（上杉朝房）四歳、幸若（上杉朝宗）二歳と共に家人千坂の子二歳と和久の子四歳を一緒に保護し、ともに鎌倉で成人したという記載。】　
応永2年(1395年)、上杉朝宗（この時、おおよそ６０歳）が関東管領・武蔵 守護に就任した時に、武蔵 守護代となった千坂越前守が上杉朝宗と同年齢の「千坂子」（千坂信高の父）と考えられる。、

### 上総守護代　千坂信高（千坂弥三郎）
千坂氏には千坂越前守が武蔵 守護代の時に上総 守護代を務めている者【千坂信高（千坂弥三郎）】がいて、史料の前後関係から千坂越前守の子息と推測される。　
応永4年(1397年)6月「上杉朝宗から千坂弥三郎宛書状」及び応永13年(1406年)「千坂信高が書いた上総馬野郡富益郷分の段別銭の請取状」が残されている。　千坂弥三郎と千坂信高は同一人物と推測される。

### 上杉禅秀の乱による犬懸上杉家滅亡
上杉禅秀の乱は応永23年(1416年)10月2日に前関東管領・犬懸上杉家 上杉氏憲が鎌倉公方・足利持氏の居館を急襲し、駿河国へ追ったことに端を発する。　
この日、上杉氏憲が犬懸上杉家家臣とともに蜂起した様子は「鎌倉大草紙」に書かれているが、蜂起部隊陣容に嫡子・舎弟の名に続いて千坂駿河守の名があり、名前の順序（家臣筆頭）からみて、これが上総 守護代を務めていた千坂信高とみられる。
結局、反乱は失敗して応永24年(1417年)正月10日、上杉氏憲は鎌倉で自害し、犬懸上杉家は滅亡した。　この滅亡によって、犬懸上杉家の史料が残らず、被官の動向も分からなくなった。

### 越後上杉家
応永24年(1417年) 上杉禅秀の乱による犬懸上杉家滅亡11年後【正長元年(1428年)】の越後上杉家史料に千坂信高の書状が出てくる。
この書状の者が犬懸上杉家が滅亡した１１年前まで犬懸上杉家に仕えていた千坂信高と同一人物か、越後上杉家に仕えた経緯が分かる史料が不詳なため同一人物との確証はないが、それまで越後上杉家に千坂信高の書状がないうえ、上杉禅秀の乱後、間もないので、この書状は越後上杉家に仕えていた同姓同名の別人物のものと見るより、犬懸上杉家に仕えていた千坂信高が越後上杉家に移った裏付けと見た方が自然。　いずれにしろ、犬懸上杉家被官の動向を探るうえで一つの材料になる。　

### 千坂信高以降
千坂信高以降は長尾為景が越後上杉家に代わって越後を統治するまで、代々越後上杉家重臣として千坂定高、千坂実高、千坂能高が仕え、長尾為景・上杉謙信の代からは千坂景長・千坂景親が仕え、以降は子孫が明治時代まで上杉家重臣として仕える。